# Audiencia de Cuentas de Canarias
La Audiencia de Cuentas de Canarias es el órgano estatutario, dependiente del Parlamento de Canarias al que le corresponde la fiscalización externa de la gestión econónomico-financiera y contable del sector público de la comunidad autónoma de Canarias (España). El edificio sede de la Audiencia de Cuentas de Canarias se encuentra localizado en plena zona centro de la ciudad de Santa Cruz de Tenerife, en la confluencia de las calles Pérez Galdós con Suárez Guerra.

## Historia

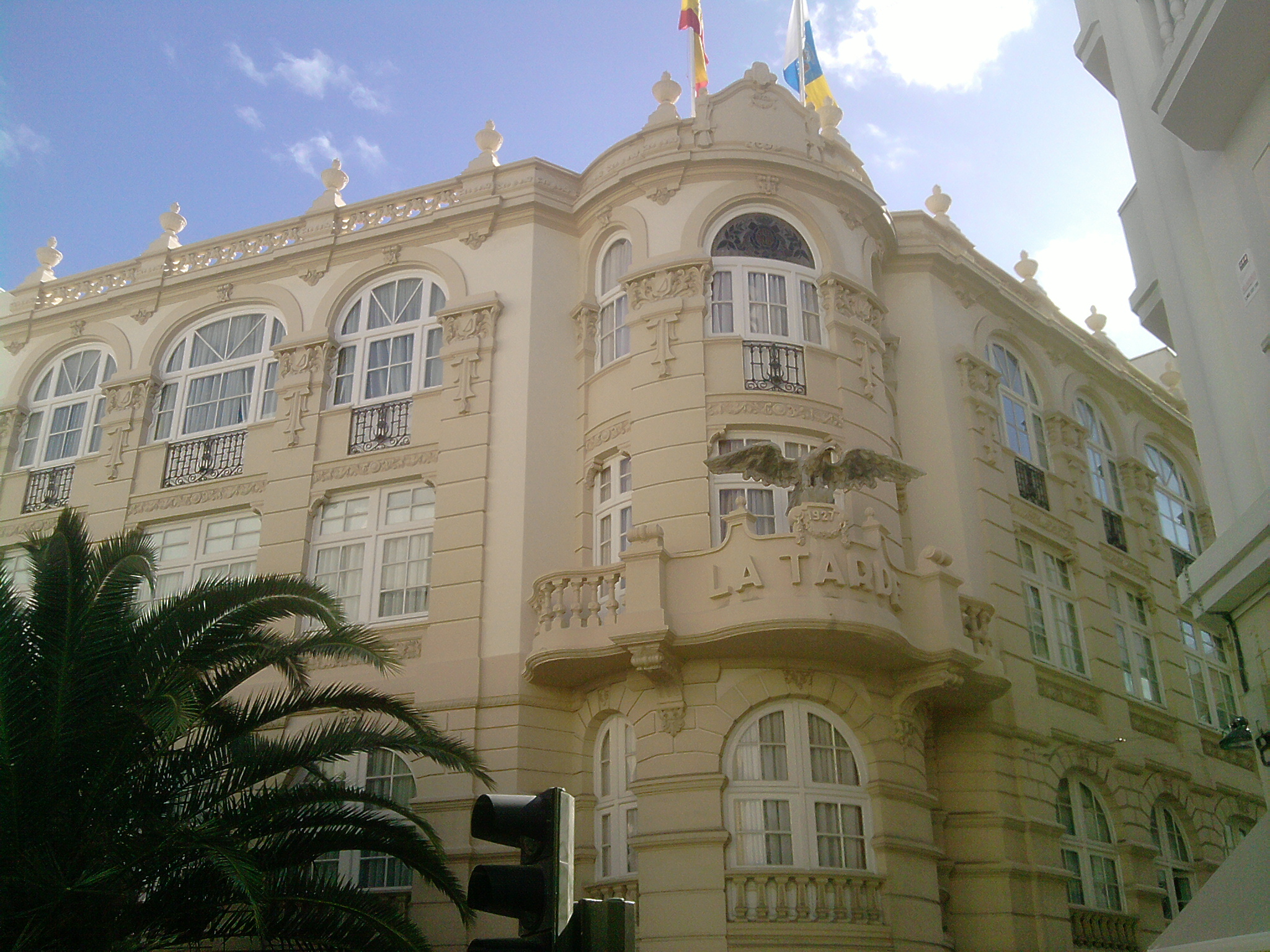
Sede de la Audiencia de Cuentas de Canarias, en Santa Cruz de Tenerife

Esta institución que se creó por la Ley 4/1989, de 2 de mayo, sumándose así a las siete comunidades autónomas que habían regulado órganos similares de control externo. Tras su constitución, la Audiencia de Cuentas se instaló en un inmueble alquilado en la calle Pérez Galdós, para posteriormente, en 1991, trasladarse a la que fue su sede hasta finales de 2000, el Palacete de "Villa Clara", en la Rambla de Santa Cruz, al que por motivos de espacio se le sumó más tarde la casa contigua, llamada "Villa Petra".
Aparte de la función legislativa que la democracia parlamentaria atribuye al Parlamento, es también función de este el control del Gobierno. Para ello existen diferentes instrumentos orgánicos específicos. De este modo, al igual que para el control del funcionamiento de la Administración con respecto a los ciudadanos está la figura del Defensor del Pueblo, los Tribunales de Cuentas se articulan para la fiscalización de la actividad económica y financiera y la rendición de las cuentas del Gobierno.
Históricamente la rendición de las cuentas públicas se realizaba ante el monarca. El primer antecedente de control de la Hacienda del que se tiene conocimiento, que se organiza análogamente a los actuales órganos de control externo, surge en España en el reino de Navarra con la denominada Cámara de Comptos creada en 1364 por el rey Carlos II de Navarra. Más tarde, en 1436, el rey Juan II de Castilla y León hace lo propio con la Casa de Cuentas de Valladolid. Ya en tiempos constitucionales, se observan antecedentes del Tribunal de Cuentas en el Estatuto de Bayona de 1808, en la Constitución de Cádiz de 1812, en la Constitución de 1876, en la Constitución de la Segunda República en 1931 y en la Ley Orgánica del Estado de 1967.
Son dos los artículos que regulan las competencias del Tribunal de Cuentas de acuerdo a la Constitución de 1978. En particular el artículo 153.d) establece la responsabilidad del Tribunal de Cuentas en el control económico y presupuestario de la actividad de los órganos de las comunidades autónomas. Hoy en día todas las comunidades autónomas españolas, a excepción de Cantabria, La Rioja, Extremadura y Murcia disponen de órganos de control externo.

## Sede
El edificio sede de la Audiencia de Cuentas de Canarias albergó en sus orígenes la fábrica de tabacos “El Águila” y posteriormente el periódico La Tarde. Desaparecido el diario tinerfeño, el edificio fue adquirido por el Parlamento de Canarias quien antes de destinarlo a su actividad actual, instaló allí las sedes de los distintos grupos parlamentarios, la biblioteca de la Cámara y parte del archivo.
El inmueble sigue las pautas arquitectónicas reinantes en la Europa de finales del siglo XIX y los inicios del siglo XX. De este modo presenta un marcado estilo ecléctico, resumiendo los conceptos capitales del modernismo: utilización del hierro, grandes cristaleras para aprovechar la luz natural, funcionalidad industrial, líneas curvas, etc.
Aparte de la sede oficial ubicada en Santa Cruz de Tenerife, la Institución cuenta con unas dependencias en Las Palmas de Gran Canaria, emplazadas hoy en día en la C/ Viera y Clavijo, de la capital grancanaria.

## Funcionamiento interno
La Audiencia de Cuentas de Canarias está compuesta por cinco miembros (Auditores), quienes son elegidos para un mandato de cinco años por el Parlamento de Canarias por mayoría de tres quintos de sus miembros. El Presidente de la Audiencia de Cuentas será elegido de entre sus miembros, por mayoría absoluta, en votación secreta que efectuarán los Auditores, proponiéndose su nombramiento al presidente de la comunidad autónoma de Canarias. 
El Presidente es el máximo representante de la Institución y, entre otras funciones, le corresponde asignar a los Auditores las diferentes tareas de fiscalización a desarrollar de acuerdo con los programas de actuación aprobados por el Pleno, informar oralmente al Parlamento de Canarias, sobre la documentación remitida, etc. En la actualidad la Audiencia de Cuentas se organiza en cuatro áreas de fiscalización, cada una de las cuales, está dirigida por cada uno de los Auditores. Completan la estructura del órgano fiscalizador, el Gabinete de la Presidencia y la Secretaría General.
Las áreas son las siguientes:
- Área de Comunidad Autónoma
- Área de Cabildos Insulares
- Área de Ayuntamientos
- Área de Otros Entes Públicos

## Funciones
Las funciones de la Audiencia de Cuentas de Canarias son:
- Asesorar al Parlamento de Canarias en la materia propia de sus competencias.
- Fiscalizar la actividad económico-financiera del sector público de la comunidad autónoma de Canarias
- Desarrollar las funciones de instrucción jurisdiccional que, por delegación, le encomiende el Tribunal de Cuentas.
- Emitir dictámenes y consultas que en materia de contabilidad pública y de actividad económico-financiera le sean solicitadas por los entes del sector público.

El sector público sometido al control de la Audiencia de Cuentas está integrado por:
- La Administración Pública de la comunidad autónoma, sus organismos autónomos y empresas públicas y cuantas entidades estén participadas por los anteriormente enunciados, en cualquiera de las formas previstas en la Disposición Transitoria Segunda de la Ley de la Hacienda Pública de la Comunidad Autónoma de Canarias
- Las entidades locales que forman parte del territorio de la comunidad autónoma, así como los organismos autónomos y empresas públicas de ellas dependientes
- Las universidades públicas existentes en el territorio de la comunidad autónoma, en lo que se refiere a las dotaciones recibidas a cargo de los Presupuestos Generales de la comunidad autónoma de Canarias y además en los términos previstos en sus leyes de Presupuestos